# Valentine Schlegel
Pour les articles homonymes, voir Schlegel.
Valentine Schlegel, née le 23 novembre 1925 à Sète et morte le 16 mai 2021 à Paris, est une sculptrice et céramiste française.
Elle est notamment connue pour sa série de vases créée pendant les années 1950 et pour les cheminées en plâtre qu'elle sculpte sur commande chez des particuliers,.

## Biographie

### Enfance et formation
Valentine Schlegel grandit à Sète, où sa famille paternelle est artisane. Son père dirige un atelier de restauration de mobilier, et son grand père est ébéniste. Elle a deux sœurs plus âgées : Andrée Vilar (1916-2009), artiste et Suzanne Schlegel-Fournier (1919-2007), photographe. Durant son enfance, elle s'initie elle-même à l'artisanat.
En 1937, elle entre chez les éclaireuses à la Fédération française des éclaireuses, mouvement de scoutisme féminin. Sa section porte le nom de Wakandas. Elle s'y initie aux techniques du feu et à la fabrication d'outils. Elle devient cheftaine en 1942.
En 1942, elle entre à l'école des beaux-arts de Montpellier où elle étudie principalement le dessin et la peinture,.

### Carrière artistique

#### Costumière, régisseuse et conseillère artistique
Elle travaille à partir de 1947 au festival d’Avignon avec Jean Vilar, son beau-frère,. Elle y est d'abord accessoiriste, et assiste le peintre et décorateur Léon Gischia, pour la création des costumes. Durant quatre ans, elle y occupe différents métiers : régisseuse, costumière, souffleuse,. En 1951, elle est responsable de la régie générale du Festival. Elle fabrique aussi des santons représentant des personnages des pièces de théâtre qu'elle offre aux comédiens.
En 1954, elle est directrice artistique de La Pointe courte, le premier long métrage d'Agnès Varda, qu'elle a rencontrée sur les bancs de l'école, à Sète, pendant la guerre, et dont elle restera proche toute sa vie,,,.
En 1955, à la demande de Paul Claudel, elle crée le décor de la pièce de théâtre L’Histoire de Tobie et de Sara.

#### Céramiste
En 1945, elle monte à Paris et découvre la céramique et la sculpture avec Frédérique Bourguet, amie des Beaux-Arts de Montpellier, avec qui elle partage un atelier, rue Vavin jusqu'en 1951. Elles travaillent ensemble sur le modelage d'objets utilitaires en céramique. Leurs pièces sont inspirées des céramiques antiques méditerranéennes.
Elle s'installe par la suite dans un atelier rue Daguerre entre 1951 et 1957, puis dans un atelier rue Bezout à partir de 1957, où elle continue à explorer la céramique avec sa sœur Andrée Vilar,. Son travail artistique s'étend à l'aménagement de son atelier. Son lieu de travail et de vie lui permet d'explorer des nouveaux matériaux, elle y construit des aménagements en plâtre.
À partir de 1954 et jusque dans les années 1960, elle travaille seule sur une grande série de vases en céramique montés au colombin, en faïence au chamoté. Ces pièces sont exposées à la galerie La Roue en 1955 avec celles d'Élisabeth Joulia, puis à La Demeure en 1956 avec Mario Prassinos et sa sœur Andrée Vilar,.

#### Artisane
Au cours des années 1950, Valentine Schlegel part en voyage au Portugal où elle découvre le modelage portugais. À son retour, elle fabrique et collectionne des santons de crèches.
Quand elle est à Sète, elle travaille avec des amis le cuir et le bois. Elle fabrique toujours des objets du quotidien : sacs et chaussures en cuir, couverts en bois. Elle brode aussi des bavoirs et des draps.
Elle réalise par ailleurs des compositions végétales dans ses vases, photographiées par Agnès Varda, puis Anne Gaillard.

#### Travail sur les cheminées et des objets d'aménagement
À partir de 1959 et jusqu'en 2002, elle crée et construit in situ une centaine de cheminées à destination de particuliers, avec son assistant Frédéric Sichel-Dulong. Elle en réalise notamment pour Gérard Philipe et Jeanne Moreau,. Ces cheminées sont réalisées en staff et sont agrémentées de caches et d'étagères. Les formes arrondies, toutes en courbes, s'inspirent en partie des voiles de bateaux qu'elle a observées durant son enfance méditerranéenne. Elle réalise aussi quelques barbecues dans le même style.
En 1965, exceptionnellement, elle réalise des cheminées d'expositions pour le Salon des arts ménagers et pour un magasin de meubles à Paris.
À la demande de l'architecte Alain Pati, elle travaille sur le hall d'un immeuble à Courbevoie. Elle y réalise le plafond et les boiseries, Denise Voïta y réalise les peintures et Jean-Loup Ricur y réalise les murs en mosaïque.
Son logement lui sert à l'époque de vitrine pour ces créations, ainsi que de magasin. En 1976, elle achète une maison avec Yvonne Brunhammer, conservatrice au musée des Arts décoratifs. La maison est alors séparée en deux logements distincts.
À partir de 1984, elle réalise, en hommage à son beau-frère Jean Vilar, une statue en bronze pour le théâtre national de Chaillot à Paris et un buste en terre cuite pour le musée Paul Valéry de Sète,.
En 2014, le décor du défilé printemps-été de Dior s'inspire de ses créations, à l'initiative du créateur Raf Simmons

### Carrière d'enseignante
En 1956, elle vit difficilement de son art malgré un travail prolifique, la céramique étant alors peu prisée. Elle donne donc des cours au lycée de Sèvres. François Mathey l'invite à fonder le pôle modelage des ateliers des moins de 13 ans au musée des Arts décoratifs de Paris, où elle enseigne de 1958 à 1987. Elle y expose à de nombreuses reprises. Elle enseigne notamment à Jacques Grange.
Agnès Varda tourne un reportage en 1966, Les Enfants du musée, sur ces ateliers.
Elle s’entoure de nombreux assistants tout au long de son travail artistique, parmi eux : Frédéric Sichel-Dulong, un de ses anciens élèves, Catherine Bouroche, Marie-Noël Verdier, Claudie Sichel-Dulong, Francis Bérezné, Philippe Cotta, Christian Desse, Vincent Fournier et Blaise Fournier,.

### Vie privée
Lesbienne, Valentine Schlegel s'installe à Paris principalement pour profiter de la liberté des mœurs. Elle est proche des milieux féministes,. Elle a été la compagne d'Agnès Varda, puis d'Yvonne Brunhammer.
Attachée à sa ville natale, elle passe sa vie entre Sète et Paris.

## Hommage
- Square Valentine-Schlegel (Paris 14e)

## Expositions
- Exposition à La Roue avec Élisabeth Joulia[13], 1955
- Exposition à La Demeure avec Mario Prassinos et Andrée Vilar[13], 1956
- « Antagonismes 2, l’objet », musée des Arts décoratifs, 1962[15]
- « Ils collectionnent », invitée par François Mathey, 1974 Elle y présente sa collection de couteaux installées en banc de poisson[3].
- Exposition à La Demeure, invitée par Denise Majorel, 1975 Elle expose des maquettes, des bas-reliefs, des vases, des mobiles en bois et des photographies de ses cheminées prises par sa sœur Suzanne Fournier. Elle réalise sur place une sculpture en plâtre pour exposer ses vases[3].
- « Métiers de l’art », musée des Arts décoratifs Elle y expose une porte en cuir[3].
- « Céramiques 1950-1958 », galerie Mouvements Modernes de Pierre Staudenmeyer, 2005
- « Cette femme pourrait dormir dans l'eau », centre d'art contemporain de Brétigny, par Hélène Bertin[19],[20], 2017
- « Valentine Schlegel, tu m’accompagneras à la plage ? », Sète, CRAC, par Hélène Bertin[4],[19],[21], 2019
- « Valentine Schlegel par Agnès Varda », galerie Nathalie Obadia, Paris[22], 2020
- Exposition "Valentine Schlegel, l'art pour quotidien", musée Fabre, Montpellier, 2023